# مرشد العسل
خِرَّيت أو مرشد العسل أو دليل المناحل (الاسم العلمي: Indicator) هو جنس من الطيور يتبع فصيلة مرشدات العسل من رتبة نقاريات الشكل.

## أنواع مرشد العسل
- مرشد العسل المنقط
- مرشد العسل حرشفي الحنجرة
- مرشد العسل الأكبر
- مرشد العسل الماليزي
- مرشد العسل سميك المنقار
- مرشد العسل الأصغر
- مرشد العسل الويلكوكسي
- مرشد العسل المنفي
- مرشد العسل القزم
- مرشد العسل الشاحب
- مرشد العسل أصفر الردف